# Giải bóng đá bãi biển vô địch quốc gia 2018
Giải bóng đá bãi biển vô địch quốc gia 2018 là giải bóng đá bãi biển được tổ chức lần thứ 10 của Giải bóng đá bãi biển vô địch quốc gia do VFF tổ chức từ ngày 23 tháng 7 đến ngày 29 tháng 7 năm 2018. Tất cả trận đấu được tổ chức tại Sân bóng đá Bãi biển Nha Trang, Khánh Hòa.

## Các đội bóng
Có 4 đội bóng tham dự giải:
| Các đội bóng tham dự giải 2018: |
| ------------------------------- |
| Sanest Khánh Hòa (Chủ nhà)      |
| Gia Hồ Cam Lâm                  |
| Đà Nẵng                         |
| Vietfootball                    |

## Điều lệ
- Bốn đội bóng tham dự thi đấu vòng tròn 1 lượt tính điểm, xếp hạng theo tiêu chí xếp hạng để chọn ra các đội từ thứ Nhất đến thứ Tư.
- Kết thúc vòng loại, các đội được phân cặp thi đấu với nhau để xác thành tích như sau:

1. Trận tranh hạng Ba: Đội xếp thứ Ba - Đội xếp thứ Tư
2. Trận chung kết: Đội xếp thứ Nhất - Đội xếp thứ Nhì.[1]

### Tiêu chí xếp hạng
Dưới đây là tiêu chí xếp hạng các đội bóng được quy định trong điều lệ của giải đấu.
- Cách tính điểm:

1. Đội thắng trong 3 hiệp chính thức: 3  điểm
2. Đội thắng trong 2 hiệp phụ: 2 điểm
3. Đội thắng luân lưu: 1  điểm
4. Đội thua: 0  điểm

- Tính tổng số điểm của các Đội đạt được để xếp thứ hạng từ thứ Nhất đến thứ Tư.
- Nếu có từ hai Đội trở lên bằng điểm nhau, thứ hạng các Đội sẽ được xác định như sau: trước hết sẽ tính kết quả của các trận đấu giữa các Đội đó với nhau theo thứ tự:

1. Tổng số điểm.
2. Hiệu số của tổng số bàn thắng trừ tổng số bàn thua.
3. Tổng số bàn thắng.

Đội nào có chỉ số cao hơn sẽ xếp trên.
- Trường hợp các chỉ số trên bằng nhau, Ban tổ chức sẽ tiếp tục xét các chỉ số của tất cả các trận đấu trong giải theo thứ tự:

1. Hiệu số của tổng số bàn thắng trừ tổng số bàn thua.
2. Tổng số bàn thắng.

Đội nào có chỉ số cao hơn sẽ xếp trên.
- Nếu các chỉ số vẫn bằng nhau, Ban tổ chức sẽ tổ chức bốc thăm để xác định thứ hạng của các Đội.

## Vòng bảng

### Bảng xếp hạng
| Thứ hạng | Đội bóng         | Trận | Thắng | Thắng hiệp phụ | Thắng luân lưu | Thua | Hiệu số | Điểm | Vượt qua vòng loại |
| 1        | Sanest Khánh Hòa | 3    | 3     | 0              |                | 0    | 14-5    | 9    | Tranh giải nhất    |
| 2        | Vietfootball     | 3    | 1     | 0              | 1              | 1    | 8-10    | 4    | Tranh giải nhất    |
| 3        | Đà Nẵng          | 3    | 1     | 0              |                | 2    | 14-10   | 3    | Tranh giải ba      |
| 4        | Gia Hồ Cam Lâm   | 3    | 0     | 0              |                | 3    | 7-16    | 0    | Tranh giải ba      |

### Kết quả
Dưới đây là các kết quả của vòng bảng của Giải bóng đá bãi biển vô địch quốc gia 2018:
- Ngày 23/7/2018

1. Sanest Khánh Hòa vs Gia Hồ Cam Lâm: 5-2
2. Vietfootball vs Đà Nẵng: 5-3 (pen 2-1)

- Ngày 25/7/2018

1. Đà Nẵng vs Gia Hồ Cam Lâm: 7-2
2. Vietfootball vs Sanest Khánh Hòa: 1-4

- Ngày 27/7/2018

1. Gia Hồ Cam Lâm vs Vietfootball: 3-4
2. Sanest Khánh Hòa vs Đà Nẵng: 5-4

## Vòng chung kết

### Tranh hạng ba
| Đà Nẵng | 7–4      | Gia Hồ Cam Lâm |
| ------- | -------- | -------------- |
|         | Chi tiết |                |

### Trận chung kết
| Sanest Khánh Hòa | 5–1      | Vietfootball |
| ---------------- | -------- | ------------ |
|                  | Chi tiết |              |

## Tổng kết mùa giải
- Đội vô địch: Sanest Khánh Hòa
- Đội thứ Nhì: Vietfootball
- Đội thứ Ba: Đà Nẵng
- Giải phong cách: Vietfootball
- Cầu thủ xuất sắc nhất: Trần Vĩnh Phong (Sanest Khánh Hòa)
- Cầu thủ ghi nhiều bàn thắng nhất: Trần Vĩnh Phong (Sanest Khánh Hòa) và Nguyễn Hữu Trọng (Gia Hồ Cam Lâm)- 9 bàn.
- Thủ môn xuất sắc nhất: Nguyễn Anh Quang (Sanest Khánh Hòa).